# Senna viarum
El alcaparro (Senna viarum) es un árbol de la familia de las fabáceas, originario de los Andes de Ecuador y el sur de Colombia; introducido y cultivado en la cordillera Oriental de Colombia. Se desarrolla entre 1900 y 2900 m s. n. m.

## Descripción
Es uno de los árboles con floración más atractiva en los climas fríos de Colombia y Ecuador. Su altura máxima reportada es de 15 m y el diámetro máximo del tronco a la altura del pecho es de 25 cm. Su tronco es torcido e irregular y su corteza lisa. Su copa de forma arqueada y es amplia.
Las hojas son alternas, elípticas, opuestas, borde entero y nerviación pronunciada, miden 20 cm de largo por 12 cm de ancho. El follaje es de color verde oscuro, ramificaciones escasas, ramas angulosas, de color negruzco y sus ramitas de color verde ferrosos, son pubescentes y gruesos. Sus flores son amarillas con forma de copa, dialipétalas. De lejos el alcaparro se puede confundir con el chicalá (Tecoma stans). No obstante, este último árbol tiene flores en forma de trompeta, mientras que las del alcaparro son más cortas, con los pétalos separados, además de diferencias en la tonalidad de verde de las hojas y la disposición de las mismas. 
Los frutos en forma de vaina (como es propio de su familia), de 12 cm por 2 cm, cuelgan de las ramitas, de color verde y con numerosas semillas negruzcas brillantes, de 6 mm por 4 mm.

## Usos
Ornamental. La medicina tradicional le atribuye propiedades a sus hojas en cocimento, para aliviar la disentería.